# Moadon Kaduregel Hapoel Afula
Il Moadon Kaduregel Hapoel Afula (in ebraico מועדון כדורגל הפועל עפולה‎?), noto come Hapoel Afula, è una società calcistica avente sede ad Afula (Israele).
Milita nella Liga Leumit, la seconda serie del campionato di calcio israeliano.

## Palmarès

### Altri piazzamenti
- Coppa d'Israele:

Semifinalista: 2014-2015

## Rosa 2015-2016
| N. |                      | Ruolo | Calciatore       |
| -- | -------------------- | ----- | ---------------- |
| 1  | Israele (bandiera)   | P     | Meir Cohen       |
| 2  | Israele (bandiera)   | D     | Daniel Kohen     |
| 4  | Israele (bandiera)   | D     | Emri Zaid        |
| 5  | Israele (bandiera)   | C     | Shlomi Hanuka    |
| 7  | Israele (bandiera)   | D     | Dor Malichi      |
| 8  | Israele (bandiera)   | C     | Or Eliyahu       |
| 9  | Argentina (bandiera) | A     | Matias Martin    |
| 10 | Israele (bandiera)   | C     | Guy Dayan        |
| 11 | Israele (bandiera)   | D     | Netanel Goldman  |
| 14 | Israele (bandiera)   | C     | Ofek Malul       |
| 15 | Israele (bandiera)   | C     | Shinhar Murad    |
| 16 | Israele (bandiera)   | C     | Mohammed Abu Ras |

| N. |                      | Ruolo | Calciatore          |
| -- | -------------------- | ----- | ------------------- |
| 18 | Israele (bandiera)   | C     | Yuval Shawat        |
| 19 | Palestina (bandiera) | C     | Ibrahim Sayed Ahmed |
| 20 | Israele (bandiera)   | D     | Sahar Ben Menashe   |
| 21 | Israele (bandiera)   | D     | Eliran Danin        |
| 23 | Israele (bandiera)   | A     | Amit Mizrahi        |
| 26 | Israele (bandiera)   | C     | Itay Elkaslasy      |
| 30 | Liberia (bandiera)   | D     | Gizzie Dorbor       |
| 45 | Israele (bandiera)   | D     | David Mumbram       |
| 50 | Argentina (bandiera) | C     | David Solari        |
| 55 | Israele (bandiera)   | P     | Gal Barzani         |
| 99 | Israele (bandiera)   | A     | David Gomez         |